# Geografija Libanona
Libanon je majhna država na Bližnjem vzhodu, ki leži na približno 34˚S, 35˚E. Razteza se vzdolž vzhodne obale Sredozemskega morja in je skoraj trikrat daljša od širine. Od severa proti jugu se širina njenega terena oži. Gorat teren Libanonskih gora (arabsko جَبَل لُبْنَان, džabal lubnān), bližina morja in strateška lega na križišču sveta so bili odločilni dejavniki pri oblikovanju njegove zgodovine.
Vlogo države v regiji, tako kot v svetu na splošno, je oblikovala trgovina. Služi kot povezava med sredozemskim svetom ter Indijo in vzhodno Azijo. Trgovci v regiji so izvažali nafto, žito, tekstil, kovinske izdelke in lončenino skozi pristaniška mesta na zahodne trge.

## Fizična geografija in regije
Površina Libanona je 10.452 kvadratnih kilometrov. Država je približno pravokotne oblike, ki se oži proti jugu in najbolj severu. Njegova najširša točka je 88 kilometrov, najožja pa 32 kilometrov; povprečna širina je približno 56 kilometrov. Ker Libanon leži na severozahodu Arabske plošče, je včasih geopolitično združen z državami s sosednjimi tektonskimi bližinami, kot so Sirija, Jemen, Oman, Katar, Bahrajn, Kuvajt, Irak, Saudova Arabija, Jordanija, egipčanski Sinajski polotok, Izrael in ZAE.
Na fizično geografijo Libanona vplivajo naravni sistemi, ki segajo zunaj države. Tako je dolina Beka del sistema Velikega tektonskega jareka, ki se razteza od južne Turčije do Mozambika v Afriki. Kot katera koli gorata država je fizična geografija Libanona kompleksna. Oblike tal, podnebje, tla in vegetacija se izrazito razlikujejo na kratkih razdaljah. Obstajajo tudi ostre spremembe v drugih elementih okolja, od dobrih do revnih tal, ko se človek premika skozi libanonske gore.
Glavna značilnost libanonske topografije je menjavanje nižin in visokogorja, ki poteka na splošno vzporedno z orientacijo od severa proti jugu. Obstajajo štirje takšni vzdolžni pasovi med Sredozemskim morjem in Sirijo: obalni pas (ali obmorska nižina), zahodni Libanon, osrednja planota in vzhodni Libanon.
Izredno ozek obalni pas se razteza vzdolž obale vzhodnega Sredozemlja. Umeščen med morje in gore, je sahil, kot ga imenujejo v Libanonu, najširši na severu blizu Tripolija, kjer je širok le 6,5 kilometra. Nekaj kilometrov južneje pri Juniyahu približno 1,5 kilometra široko ravnino nasledi vznožje, ki se strmo dviga do 750 metrov znotraj 6,5 kilometrov od morja. Večinoma je obala strma in skalnata. Obala je pravilna brez globokega estuarija, zaliva ali naravnega pristanišča. Obmorska nižina je še posebej plodna za sadje in zelenjavo.
Zahodno območje, druga večja regija, je Libanonsko gorovje, včasih imenovano Mount Libanon ali Pravi Libanon pred letom 1920. Od rimskih dni je izraz Libanonske gore zajemal to območje. Antilibanon  je bil uporabljen za označevanje vzhodnega območja. Geologi verjamejo, da sta gorovja dvojčka nekoč tvorila eno verigo. Libanonske gore so najvišje, najbolj razgibane in najbolj mogočne v celotnem obmorskem območju gora in planot, ki se začnejo z gorovjem Nur v severni Siriji in končajo z visokim masivom Sinaja. Gorska struktura tvori prvo oviro za komunikacijo med Sredozemljem in vzhodnim zaledjem Libanona. Gorovje je jasno opredeljena enota, ki ima naravne meje na vseh štirih straneh. Na severu ga od gorovja Al-Ansariyah v Siriji ločuje Nahr al-Kabir ('velika reka'); na jugu ga omejuje reka Al Qasimiyah, kar mu daje dolžino 169 kilometrov. Njegova širina se spreminja od približno 56,5 kilometrov v bližini Tripolija do 9,5 kilometrov na južnem koncu.] Vzpenja se v alpske višine jugovzhodno od Tripolija. Qurnat as Sawda' ('črni kotiček') doseže 3360 metrov in je najvišja gora Libanona. Od drugih vrhov, ki se dvigajo vzhodno od Bejruta, je gora Sannine (2695 metrov) je najvišja. Ahl al Jabal ('ljudje gore') ali preprosto Jabaliyyun se tradicionalno nanaša na prebivalce zahodnega Libanona. Blizu njegovega južnega konca se Libanonsko gorovje odcepi proti zahodu in tvori gorovje Shuf.
Tretja geografska regija je dolina Beka. To osrednje višavje med Libanonskim gorovjem in Antilibanonom je dolgo okoli 177 kilometrov in široko od 9,6 do 16 kilometrov ter ima povprečno nadmorsko višino 762 metrov. Njen srednji del se razprostira bolj kot njena dva konca. Geološko gledano je Beka srednji del kotanje, ki se razteza proti severu do zahodnega ovinka reke Oront v Siriji in južno do Jordanije skozi Arabah do Akabe, vzhodnega rokava Rdečega morja. Beka je glavno poljedelsko območje v državi in je služilo kot žitnica rimske Sirije. Beqaa je arabska množina besede buqaah, kar pomeni kraj s stoječo vodo.
Vzhodno gorovje ali Antilibanon (Lubnan ash Sharqi), ki izhaja iz baze južno od Homsa v Siriji, je po dolžini in višini skoraj enako Libanonskemu gorovju. Ta četrta geografska regija hitro pade od gore Hermon do planote Hawran, od koder se nadaljuje skozi Jordan proti jugu do Mrtvega morja. Antilibanon deli soteska Barada. V severnem delu je nekaj vasi na zahodnih pobočjih, v južnem delu z goro Hermon (2860 metrov) pa je na zahodnih pobočjih veliko vasi. Antilibanon je bolj suh, zlasti v svojih severnih delih, kot Libanonske gore in je posledično manj produktiven in bolj redko poseljen.
- Jayroun
- Bela mula v gorah Dunnieh
- Biosferni rezervat Jabal Moussa
- dolina Kadisha
- Libanonska obala
- Libanonske gore
- gora Sannine

## Podnebje
Libanon ima sredozemsko podnebje, za katerega so značilna dolga, vroča in suha poletja ter hladne in deževne zime. Jesen je prehodna sezona z znižanjem temperature in malo dežja; pomlad nastopi, ko zimsko deževje povzroči oživitev vegetacije. Topografske spremembe ustvarjajo lokalne spremembe osnovnega podnebnega vzorca. Ob obali so poletja topla in vlažna, z malo ali nič dežja. Nastajajo močne rose, ki so koristne za kmetijstvo. Dnevni razpon temperature ni širok. Popoldne in zvečer poskrbi zahodni veter; ponoči se smer vetra obrne in piha s kopnega proti morju.
Zima je deževno obdobje, z večjo količino padavin po decembru. Padavine so izdatne, vendar so koncentrirane le v nekaj dneh deževnega obdobja in padajo v močnih oblakih. Količina padavin se od leta do leta zelo razlikuje. Vroči veter, ki piha iz egipčanske puščave, imenovan khamsin (arabsko za »petdeset«), lahko povzroči trend segrevanja jeseni, vendar se pogosteje pojavi spomladi. Močno mrzli vetrovi lahko prihajajo iz južne Evrope. Vzdolž obale bližina morja blaži vpliv na podnebje, zaradi česar je razpon temperatur ožji kot v notranjosti, vendar so temperature nižje v severnih delih obale, kjer je tudi več dežja.
V Libanonskih gorah postopno naraščanje nadmorske višine povzroča izjemno mrzle zime z več padavinami in snegom. Poletja imajo večji dnevni razpon temperatur in manjšo vlažnost. Pozimi so pogoste zmrzali in močan sneg; pravzaprav sneg prekriva najvišje vrhove večji del leta. Poleti se lahko temperature čez dan dvignejo tako visoko kot vzdolž obale, ponoči pa padejo precej nižje. Prebivalci obalnih mest in tudi obiskovalci se pred mokro vlago na obali zatečejo tako, da večino poletja preživijo v gorah, kjer so številna letovišča. Vpliv Sredozemskega morja se z nadmorsko višino zmanjša in čeprav je padavin še več kot ob obali, je razpon temperatur širši in zime hujše.
Dolina Beka in Antilibanon so zaščitene pred vplivom morja z Libanonskimi gorami. Posledica tega je občutno manj padavin in vlažnosti ter večje nihanje dnevnih in letnih temperatur. Khamsin se ne pojavlja v dolini Beka, vendar je severni zimski veter tako hud, da prebivalci pravijo, da lahko »lomi žeblje«. Kljub razmeroma nizki nadmorski višini doline Beka (katere najvišja točka, blizu Baalbeka, je le 1100 metrov) tam zapade več snega kot na primerljivih višinah zahodno od Libanonskih gora.
Antilibanon zaradi svoje nadmorske višine prejme več padavin kot dolina Beka, kljub njihovi oddaljenosti od morskih vplivov. Velik del teh padavin je videti kot sneg in vrhovi Antilibanona, tako kot vrhovi Libanonskih gora, so večji del leta pokriti s snegom. Temperature so nižje kot v dolini Beka.
Dolino Beka napajata dve reki, ki izvirata v razvodju blizu Baalbeka: Oront, ki teče proti severu (v arabščini se imenuje Nahr al-Asi, »reka Rebel«, ker je ta smer nenavadna), in Litani, ki teče proti jugu v hribovsko območje južne doline Biqa, kjer se v južnem Libanonu nenadoma obrne proti zahodu in se po tem imenuje reka Al Qasmiyah. Oront še naprej teče proti severu v Sirijo in na koncu doseže Sredozemlje v Turčiji. Njene vode večino svojega toka tečejo v kanalu, ki je precej nižji od površine tal. Nahr Barada, ki napaja Damask, izvira v Antilibanonu.
Manjši izviri in potoki so pritoki glavnih rek. Ker imajo reke in potoki tako strme naklone in se tako hitro premikajo, so po naravi erozivni namesto depozitni. K temu procesu pripomorejo mehak značaj apnenca, ki sestavlja velik del gora, strma pobočja gora in močne nevihte. Edino stalno jezero je jezero Qaraoun, približno deset kilometrov vzhodno od Jezzina. Obstaja eno sezonsko jezero, ki ga napajajo izviri, na vzhodnih pobočjih Libanonskih gora blizu Yammunaha, približno 40 kilometrov jugovzhodno od Tripolija.
Temperature v Libanonu naraščajo kot del globalnega segrevanja. Libanon velja za del rodovitnega polmeseca, vendar bi medtem zaradi hudih podnebnih sprememb lahko izgubil rodovitnost.
- Zasnežene kraške formacije v gorovju Danniyeh
- Libanon iz vesolja. Snežna odeja je vidna na zahodnih in vzhodnih gorskih verigah.
- Sneg v dveh gorskih verigah Libanona, Jebel Liban in Jabal ash Sharqi marca 2011.

## Območje in meje
Površina
- Skupaj: 10.452 km²
- Kopno: 10.282 km²
- Voda: 170 km²

Kopenske meje:
- Skupaj: 454 km
- Mejne države: Izrael 79 km, Sirija 375 km

Obala: 225 km
Pomorski zahtevki:
- Teritorialno morje: 12 nmi (22,2 km)
- Izključna gospodarska cona: 19.516 km²

Ekstremne višine:
- Najnižja točka: Sredozemsko morje 0 m (morska gladina)
- Najvišja točka: Qurnat as Sawda' 3088 m